# Kathe Koja
Œuvres principales
- Brèche vers l'Enfer

Kathe Koja, née le 6 janvier 1960 à Détroit dans le Michigan, est une écrivaine américaine d'horreur.

## Œuvres

### SérieDark Factory
1. (en) Dark Factory, 2022
2. (en) Dark Park, 2023

### Romans
- Brèche vers l'Enfer, J'ai lu, 1993 ((en) The Cipher, Abyss / Dell, 1991)Prix Bram Stoker du meilleur premier roman 1991 et prix Locus du meilleur premier roman 1992
- Décérébré, J'ai lu, 1994 ((en) Bad Brains, Abyss / Dell, 1992)
- Corps outragés, J'ai lu, 1994 ((en) Skin, Delacorte Press, 1993)
- Le Sang des anges, J'ai lu, 1996 ((en) Strange Angels, Delacorte Press, 1994)
- (en) Kink, Henry Holt, 1996
- Chien errant, Pocket Jeunesse, 2005 ((en) Straydog, 2002)
- (en) Buddha Boy, Farrar, Straus and Giroux, 2003
- (en) The Blue Mirror, Farrar, Straus and Giroux, 2004
- (en) Talk, 2005
- (en) Going Under, Frances Foster / Farrar, Straus and Giroux, 2006
- (en) Kissing the Bee, 2007
- (en) Headlong, 2008
- (en) Under the Poppy, Small Beer Press, 2010
- (en) The Mercury Waltz, 2014
- (en) Catherine the Ghost, 2024

### Recueil de nouvelles
- Extrêmes, Flammarion, 1998 ((en) Extremities, Four Walls Eight Windows, 1997)
- (en) Velo/Cities, 2020Prix Shirley-Jackson du meilleur recueil de nouvelles 2020